# Майрон Говлі МакКорд
Майрон Говлі МакКорд (англ. Myron Hawley McCord; 26 листопада 1840, тауншип Церес, Пенсильванія — 27 квітня 1908, Фінікс) — американський політик, 13-й губернатор Території Аризона.

## Біографія
Майрон Говлі МакКорд народився в тауншипі Церес, штат Пенсильванія, в сім'ї Ганни Елізи Аккерман і Майрона Говлі МакКорда-старшого. Він закінчив Академію Ричбург в місті Боливар, штат Нью-Йорк, куди в середині 1840-х років переїхала його сім'я. У 1854 році переїхав в Ошкош, штат Вісконсин, а потім в Шавано, де жив до 1875 року, працюючи лісорубом і одночасно відвідуючи школу. Коли МакКорду виконався 21 рік, він був допущений до юридичної практики.
Після початку громадянської війни МакКорд пройшов військову підготовку, проте через свій юний вік не був допущений до бойових дій. У 1873—1874 роках він був сенатором, в 1876 році — делегатом національного з'їзду Республіканської партії США, а в 1881 році — членом законодавчих зборів штату Вісконсин.
У 1897 році президент Вільям Мак-Кінлі, який був близьким другом МакКорда, призначив його губернатором Території Аризона, однак через рік він вийшов у відставку, щоб сформувати полк для Іспано-американської війни. З 1 травня 1902 року по 1 липня 1905 року МакКорд служив маршалом США по Аризоні, а потім був призначений митним контролером в порту Ногалеса, Аризона.
МакКорд помер 27 квітня 1908 року в Фініксі, Аризона, і був похований в Мерріллі, Вісконсин.